# Zisi
Zisi (zm. 402 p.n.e.) znany również jako Kong Ji (孔伋) – wczesny uczony konfucjański.
Był wnukiem Konfucjusza i uczniem Zengzi. Przypisuje mu się autorstwo Doktryny Środka. Twierdził między innymi, że Niebo i ludzie pozostają w stanie wzajemnej zależności oraz że z Nieba pochodzą zasady i sankcje moralne. Nauki Zisi legły u podstaw odrębnej szkoły. Ich orędownikiem był Mencjusz (uczeń Zisi), który przyczynił się do rozwinięcia powiązanej z kwestiami etyczno-religijnymi interpretacji ksiąg kanonicznych.